# Baixiang
Der Kreis Baixiang (chinesisch 柏乡县, Pinyin Bǎixiāng Xiàn) ist ein Kreis der chinesischen bezirksfreien Stadt Xingtai, Provinz Hebei. Er hat eine Fläche von 262,8 km² und zählt 190.225 Einwohner (Stand: Zensus 2010). Sein Hauptort ist die Großgemeinde Baixiang (柏乡镇).

## Administrative Gliederung
Auf Gemeindeebene setzt sich der Kreis aus zwei Großgemeinden und vier Gemeinden zusammen. 